# ActiveState Komodo
Komodo — інтегроване середовище розробки від канадської компанії ActiveState. Програма побудована на основі платформи Mozilla Gecko (XUL-інтерпретатор зі складу Firefox 7).
Komodo підтримує мови PHP/Smarty, Python/Zope/Django, Ruby/Rails, Perl/Template Toolkit, Tcl, JavaScript, XML і HTML/CSS; системи контролю версій Mercurial, Git, Bazaar, Subversion, Perforce і CVS. Пакет постачається в двох варіантах: платний Komodo IDE і безплатний Komodo Edit, заснований на репозиторії з відкритим початковим кодом Open Komodo (код доступний під ліцензіями MPL, GPL і LGPL).
У Komodo Edit є засоби автодоповнення та перевірки мовних конструкцій, форматування коду, спливаючі підказки, підсвічування і перевірка синтаксису, режим емуляції клавіатурних комбінацій редакторів Vi і Emacs, можливість розширення через установку Firefox-подібних доповнень, система управління проектами. Одночасна робота з декількома файлами реалізована через інтерфейс на базі вкладок.
З відмінностей Komodo Edit від Komodo IDE можна відзначити: відсутність вбудованого зневаджувача, інтерактивного shell, HTTP-інспектора, режиму перегляду DOM-ієрархії для HTML-документів, режиму деревоподібного відображення структури коду, системи наочної побудови регулярних виразів, інтеграції з системами контролю версій.

## Виноски
1. ↑  Whiteman, Todd. Komodo 7.0.0 now available. ActiveState. Архів оригіналу за 21 липня 2013. Процитовано 3 лютого 2012. [Архівовано 2022-01-08 у Wayback Machine.]
2. ↑  Python IDE (was: PythonWin troubleshooting). Bytes. Архів оригіналу за 21 липня 2013. Процитовано 17 червня 2011.